# Mitja Ribičič
Mitja Ribičić (Trst, 19. svibnja 1919. – Ljubljana, 28. studenog 2013.), bivši slovenski političar. Bio je posljednji živući bivši predsjednik jugoslavenske vlade.

## Životopis
Tijekom Drugog svjetskog rata borio se u partizanima. U socijalističkoj Jugoslaviji obavljao je iduće važne partijske i političke dužnosti:
- javni tužitelj NR Slovenije
- republički državni tajnik za unutarnje poslove
- član Izvršnog komiteta CK SK Slovenije i Izvršnog komiteta CK SKJ
- član Izvršnog vijeća SR Slovenije
- zastupnik u Skupštini SR Slovenije, od 1951. do 1963. godine
- poslanik u Saveznoj skupštini SFRJ, od 1963. do 1967. i 1969. godine
- predsjednik Saveznog izvršnog vijeća Jugoslavije, od 18. svibnja 1969. do 30. srpnja 1971. godine
- predsjednik Predsjedništva Centralnog komiteta Saveza komunista Jugoslavije, od 29. lipnja 1982. do 30. lipnja 1983. godine

Protiv Ribičiča je 2005. godine bila podnijeta kaznena prijava po zapovjednoj odgovornosti u poslijeratnim masovnim smaknućima, na temelju isprave otkrivene u državnoj pismohrani o zatvorenicima iz poslijeratnih ljubljanskih zatvora OZNA-e. Postupak je, međutim, kasnije prekinut zbog nedostatka dokaza. U politici je aktivan bio i njegov sin Ciril Ribičič.